# Tú no existes (álbum)
Tú no existes es el quinto álbum de Astrud. Todas las canciones están escritas por Manolo Martínez, mientras que la labor compositora está compartida con el otro miembro del grupo, Genís Segarra. 
Para la grabación del álbum, Astrud instauró lo que ellos llamaron el Thursday Club, por lo cual se reunían todos los jueves e iban perfilando las diversas canciones. Para la grabación del disco se utilizó un sintetizador modular analógico.

## Músicos
- Manolo Martínez: voz y guitarra.
- Genís Segarra: coros, teclados y programaciones.
- Eduard Alarcón: bajo eléctrico.
- Enric Juncá: batería.

## Lista de canciones
1. El miedo que tengo - 3:17
2. El vertedero de Sao Paulo - 4:20
3. Minusvalía - 6:11
4. Son los padres - 3:40
5. Acordarnos - 2:50
6. Los otakus - 4:54
7. Por la ventana - 3:51
8. Un millón de amigos - 4:30
9. Paliza - 4:42
10. Noam Chomsky - 4:37
11. Ningún tesoro - 3:27
12. Te recuerdo Amanda (versión de Víctor Jara, exclusivamente en la versión digital del álbum, en itunes)